# Könnyű testi sértés (film)
A Könnyű testi sértés (angolul: Tight Quarters) 1983-ban bemutatott színes és fekete-fehér magyar filmszatíra, Szomjas György rendezésében. A film a korabeli lakáshiányból fakadó konfliktusokra és élethelyzetekre reflektál Eperjes Károly, Erdős Mariann, Andorai Péter és Ábrahám Edit főszereplésével.

## Történet
A film alapötlete egy korabeli újságcikkből jött. A rendezőnek sikerült megtalálnia a riportban szereplő férfit, aki a sátoraljaújhelyi börtönben töltötte büntetését. Beszélt vele és az édesanyjával is, az eredeti terv szerint pedig a velük és a valódi szomszédokkal készült interjúk a film részét képezték volna. Végül csak az édesanya vállalta a szereplést, de a mellékszereplők nagy részét így is amatőrök alakították, mint Bikácsy Gergely filmkritikus a szomszéd szerepében, vagy a feleséget játszó Erdős Mariann, akinek nem volt komolyabb színészi múltja – őt végül Görbe Nóra utószinkronizálta.
A film a dokumentarista és fikciós történetvezetés összeházasítása mellett is hitelesen mutatja be a korabeli nyolcadik kerületi miliőt.

## Cselekmény
|  | Alább a cselekmény részletei következnek! |

Csaba (Eperjes Károly) 28 hónapra börtönbe kerül utcai verekedésért. Mire kiszabadul, felesége, Éva (Erdős Mariann) már Miklóssal (Andorai Péter) lakik a kétszobás nyolcadik kerületi lakásukban. Mivel nincs hova mennie, Csaba beköltözik hozzájuk harmadiknak. Az asszony kezdeményezésére kimondják a válást, de Csaba a lakásban marad. Ez számos konfliktushoz vezet, míg végül Csaba keze eljár.
|  | Itt a vége a cselekmény részletezésének! |

## Szereplők
- Erdős Mariann (hangja: Görbe Nóra) – Éva[3]
- Eperjes Károly – Csaba
- Andorai Péter – Miklós
- Ábrahám Edit – Zsuzsa
- Bikácsy Gergely – szomszéd
- Hollósi Frigyes – szomszéd
- Cserhalmi Erzsi – kolléganő
- Dörner György – vendég
- Szántó Ferenc – rendőr
- Usztics Mátyás
- Ujlaki Dénes
- Deák Bill Gyula
- Schuster Lóránt

## Fontosabb díjak, jelölések
Berlini Nemzetközi Filmfesztivál (1984)
- jelölés: Arany Medve – Szomjas György